# Monroe megye (Iowa)
Monroe megye az Amerikai Egyesült Államokban, azon belül Iowa államban található. Lakosainak száma 7577 fő (2020. április 1.). Monroe megye Mahaska, Appanoose, Wapello, Davis, Marion, Lucas és Wayne megyékkel határos.

## Népesség
A megye népessége az elmúlt években az alábbi módon változott:
| Lakosok száma | 7984 | 8052 | 8080 | 8012 | 7973 | 7577 |
|               | 2010 | 2011 | 2012 | 2013 | 2015 | 2020 |